# Ahmose (Königsgemahlin)
Ahmose, auch Ahmes, war eine altägyptische Königin der 18. Dynastie (Neues Reich) und Große königliche Gemahlin von Thutmosis I. Zu ihren weiteren Titel zählen Königsmutter und Schwester des Königs.

## Herkunft und Familie

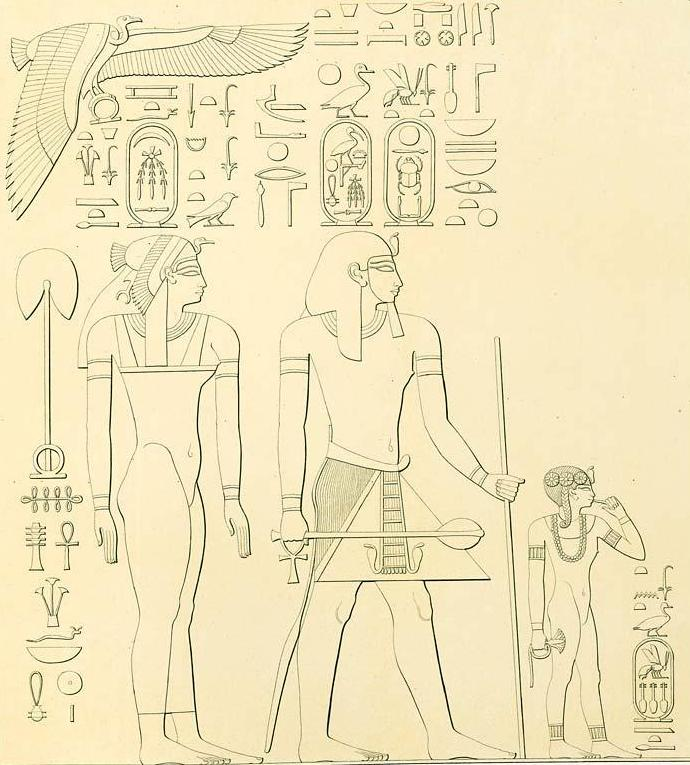
Königin Ahmose, Thutmosis I. und Nofrubiti

Die Eltern von Königin Ahmose sind bisher archäologisch nicht durch Inschriften belegt. So gibt es zu ihrer Herkunft in der Ägyptologie unterschiedliche Auffassungen. Aidan Dodson bezeichnet ihre verwandtschaftlichen Verhältnisse als unsicher, da nicht eindeutig ist, auf welche Person sich der Titel Königsschwester tatsächlich bezieht. In Betracht kommen hierfür ihr Ehegatte oder einer seiner Vorgänger. Sie trägt niemals den Titel Königstochter, was anzunehmen wäre, wenn sie die Tochter eines Vorgängers ihres Gatten, eines Königs, war. Letzterer Titel ist hingegen für die zweite Frau von Thutmosis I., Mutnofret, belegt.
Thomas Schneider zufolge war Ahmose die Tochter von Amenophis I. Da die väterliche Linie für Thutmosis I. nicht belegt ist, konnte dieser nur durch Heirat mit Ahmose auf den Thron gelangen.
Hermann A. Schlögl hingegen sieht Ahmose als Tochter des Königs Ahmose I., dem Begründer der 18. Dynastie, und Königin Ahmose Nefertari, die zu diesem Zeitpunkt noch einzige lebende Gottesgemahlin des Amun.
Allgemein wird angenommen, dass Ahmose und Thutmosis I. vier Kinder hatten. Allerdings sind nur die Prinzessinnen Hatschepsut und Nofrubiti sicher belegt. Als Söhne der beiden gelten Amunmose und Wadjmes.

## Belege
Königin Ahmose wird zusammen mit Thutmosis I. und dem Gott Amun auf einer Statuengruppe gezeigt.
Ihre Tochter Hatschepsut zeigt und nennt sie auf Reliefs ihrer Geburtslegende im Totentempel in Deir el-Bahari. Ein weiterer Beleg ist unter anderem eine Statue ihres Totenpriesters Nacht aus Karnak.
Außerdem erscheint Königin Ahmose auch auf einem Denkstein von Thutmosis II. Dieser Denkstein (ÄGM 15699) ist jedoch eine nachgewiesene Fälschung aus dem vermutlich späten 19. Jahrhundert, aller Wahrscheinlichkeit nach angefertigt, um als „Beweisstück“ dem damaligen wissenschaftlichen Streit um die genauen familiären Beziehungen zwischen Königin Hatshepsut und Thutmosis II. (Ehepartner oder nicht) eine gewünschte Richtung zu verleihen.
Die posthume Verehrung von Ahmose reicht bis in die Ramessidenzeit, wo sie auf Grabreliefs bezeugt ist.
Sie wird auf der Stele des Juef aus Edfu genannt, der unter ihr diente und den sie zum Schreiber des Gottessiegler beförderte.